# Campo Eureka
Campo Eureka är en ort i Mexiko.   Den ligger i kommunen Culiacán och delstaten Sinaloa, i den västra delen av landet, 1 000 km nordväst om huvudstaden Mexico City. Campo Eureka ligger 14 meter över havet och antalet invånare är 269.
Terrängen runt Campo Eureka är mycket platt. Runt Campo Eureka är det ganska tätbefolkat, med 155 invånare per kvadratkilometer. Närmaste större samhälle är Villa de Costa Rica, 11,6 km norr om Campo Eureka. Trakten runt Campo Eureka består till största delen av jordbruksmark.